# 盐泊州都督府
盐泊州都督府，唐朝羁縻都督府名。显庆二年（557年）以西突厥胡禄屋阙部置，在今新疆维吾尔自治区克拉玛依市一带。约8世纪前期废。 